# Андріїшин Андрій Петрович
Андрії́шин Андрій Петрович (нар. 8 березня 1986, с. Погрібці Зборівського району Тернопільської області) — український спортсмен (лижні гонки, «Інваспорт»). Майстер спорту України міжнародного класу (2007). Нагороди КМ України.

## Життєпис
Закінчив Тернопільську обласну комунальну середню школу для дітей із зниженим слухом (2006). Від 2004 — член збірної команди України.
Тренер — заслужений тренер України В. Федорчак.

## Дефлімпійські нагороди

### 2007
- — Лижні перегони, вільний стиль, 20 км.
- — Лижні перегони, командний спринт.
- — Лижні перегони, спринт 1,3 км.

### 2015
- — Лижні перегони, скіатлон, 10 x 10 км[1].

## Державні нагороди
- Орден «За заслуги» I ст. (14 березня 2024) — за досягнення високих спортивних результатів на ХХ зимових Дефлімпійських іграх в м. Ерзурум (Турецька Республіка), виявлені самовідданість та волю до перемоги, утвердження міжнародного авторитету України[2]
- Орден «За заслуги» II ст. (27 червня 2015) — за значний особистий внесок у державне будівництво, соціально-економічний, науково-технічний, культурно-освітній розвиток України, вагомі трудові здобутки та високий професіоналізм[3]
- Орден «За заслуги» III ст. (28 листопада 2007) — за вагомий особистий внесок у популяризацію фізичної культури і спорту в Україні, досягнення високих спортивних результатів на XVI зимових Дефлімпійських іграх у Солт-Лейк-Сіті (Сполучені Штати Америки), піднесення міжнародного престижу України[4]